# Sylvia Sweeney
Sylvia Sweeney (Montréal, 3 ottobre 1956) è un'ex cestista canadese.
È la nipote di Oscar Peterson.

## Carriera
Con il Canada ha disputato due edizioni dei Giochi olimpici (Montréal 1976, Los Angeles 1984) e due dei Campionati mondiali (1979, 1983).
In seguito è diventata produttore televisivo.